# Grégoire Moulin gegen den Rest der Welt
Grégoire Moulin gegen den Rest der Welt (Originaltitel: Grégoire Moulin contre l’humanité) ist ein französischer Film und Groteske aus dem Jahr 2001. Regie bei der Schwarzen Komödie führte Artus de Penguern, der auch die Hauptrolle spielte und gemeinsam mit Jérôme L’hotsky das Drehbuch schrieb.

## Handlung
Grégoire Moulin wächst bei seinem Onkel und seiner Großmutter auf. Seine Eltern starben kurz nach seiner Geburt während eines Streits über die mögliche spätere Berufswahl ihres Sohnes.
Seine Großmutter verbringt ihren Lebensalltag damit, Fliegen zu erschlagen, da ihr Mann eine Fliege verschluckt hat und dabei erstickt ist.
Nach dem Tod seiner Großmutter 25 Jahre später fährt der schüchterne Grégoire, der noch nie eine richtige Beziehung mit einer Frau hatte, mit dem Zug nach Paris, um dort eine neue Arbeitsstelle anzutreten. Dabei träumt er, dass er sein Zugticket nicht auffindet und von den Schaffnern während der Fahrt hinausgeschmissen wird. Er wacht auf und zeigt der Schaffnerin aufgeregt sein Ticket.
Er lebt sich recht schnell in seiner Wohnung und seinem Job ein, löst jedoch erstaunte Blicke von seinen Arbeitskollegen aus, als er berichtet, er interessiere sich nicht für Fußball. Demnächst findet ein Fußballspiel statt, das die Meisterschaft entscheidet. In einem Café in der Nähe seines Büros verliebt er sich in die Ballettlehrerin Odile, die immer allein im selben Café sitzt und meist ein Buch liest. Nach über einer Woche will Grégoire die Frau ansprechen, allerdings geht diese in genau dem Moment auf die Toilette. Da stiehlt er ihre Brieftasche und ruft sie an, um ihr mitzuteilen, er habe ihre Brieftasche gefunden und wolle sie ihr um 19.30 bei einem Treffen im Café zurückgeben. Grégoire wird von seinem Arbeitskollegen Emmanuel gebeten, Fotokopien für ihn zu übernehmen, damit er noch rechtzeitig zu Hause sei, um sich das Fußballspiel anzusehen.
Grégoire wird zunächst durch ein Missverständnis aus einem Kopierladen hinausgeworfen und muss im zweiten Kopierladen das Vierfache für die Kopie zahlen. Danach merkt er, dass er sich aus dem Büro ausgeschlossen hat, sich dort allerdings noch seine Jacke und Odiles Brieftasche befinden. Er will in das Café gegenüber, um zu telefonieren, und trifft dort auf einen Mann, der mit seiner Ex-Freundin telefoniert und nach Beendigung des Gesprächs beschließt, ihr zu sagen, dass er sie liebe. Grégoire versucht über die Telefonauskunft seinen Kollegen zu erreichen und verbraucht dabei sein gesamtes Geld. Er versucht, sich vor der Bezahlung seines bestellten Kaffees zu drücken, und wird deswegen verhaftet. Die Polizisten erhalten aber auch einen Auftrag, sich um vandalierende Hooligans zu kümmern. Die Hooligans schlagen die Polizisten zusammen und Grégoire kann flüchten. Er steigt in ein Taxi und wird, nachdem er dem Taxifahrer mitteilt, er könne nicht zahlen, mit einer Waffe bedroht. Der Taxifahrer stößt ihn aus dem Auto, woraufhin Grégoire von einem Paar angefahren wird, das ihn in ihre Wohnung bringt und ihn vergewaltigen will. Die Frau kann er außer Gefecht setzen, doch der Mann verfolgt ihn weiterhin. Grégoire flüchtet aus der Wohnung und landet auf einer Kostümparty, auf der er einen als Adolf Hitler verkleideten Mann zusammenschlägt und sich dessen Kostüm überzieht, um vor dem Vergewaltiger zu fliehen, der den ursprünglich Verkleideten mit Grégoire verwechselt und diesen vergewaltigt.
Während Odile bereits im Café wartet und begeistert den Roman Madame Bovary von Gustave Flaubert liest, geht Grégoire in seinem Adolf-Hitler-Kostüm auf die Straße, begegnet Polizisten und hüpft auf der Flucht vor diesen in eine beliebige Wohnung, wo er auf die selbstmordgefährdete Hélène trifft, die in Ohnmacht fällt. Grégoire löst sich von seinem Adolf-Hitler-Kostüm und weckt Hélène auf, die ihm dankbar für die „Rettung vor dem Mann“ ist und ihn ins Café zu seiner geliebten Odile fahren will. Dabei stürmt der Mann, der in dem Café ein Telefonat mit seiner Ex-Frau geführt hat, dem Auto nach. Er stellt sich als der Ex-Freund von Hélène heraus, die ihn verlassen hat, weil er nicht gemeinsam mit ihr sterben wollte. Odile hat in der Zwischenzeit Probleme konzentriert zu lesen, da einige Fußballfans rund um sie im Café sind und wild brüllend das Spiel auf dem Fernseher im Café anschauen.
Hélène und Grégoire haben einen Unfall mit dem Auto. Sie sind in das Auto des Taxifahrers hineingefahren, der daraufhin mehrmals mit seinem Gewehr auf sie losfeuert. Sie können entkommen und treffen auf Hooligans, denen sie das Auto stehlen. Es gibt einen erneuten Unfall und die Hooligans und der Taxifahrer bedrohen Grégoire, der einem Pizzaboten das Motorrad stiehlt und damit zu Emmanuel fährt, damit dieser – wütend über die Niederlage beim Fußballspiel – ihm die Schlüssel zum Büro gibt. Grégoire fährt, mit ein paar Turbulenzen und Begegnungen, zum Büro und gibt Odile ihren Geldbeutel zurück, die ihm gesteht, sie beobachte ihn schon seit Tagen und sei heimlich in ihn verliebt. Sie bittet Grégoire zu warten und geht auf die Toilette. Grégoire wartet auf der Straße, wo ihn der Taxifahrer, Hooligans und Polizisten mit Waffen bedrohen. Die Hooligans, die Polizisten und der Taxifahrer bringen sich gegenseitig um. Hélène taucht auf und wird kurze Zeit später von ihrem Ex-Freund erschossen, der dann Selbstmord begeht. Weitere Polizisten, die vom als Adolf Hitler Verkleideten engagiert wurden, verhaften Grégoire, der geschockt neben den Leichen auf Odile wartet.
Grégoire wird zu einer lebenslangen Gefängnisstrafe verurteilt und muss sich ein Zimmer mit dem Vergewaltiger teilen. Nach einem Jahr Gefängnisaufenthalt brechen er und sein Gefängnismitbewohner bei einer Revolte aus. Grégoire geht zu Odile und holt sie von ihrer Ballettschule ab. Sie reisen auf einen anderen Planeten, wo es „keinen Fußball gibt“ und wo sie mit Aliens einen Freudentanz aufführen.

## Rezeption
Der Film, der an Schauplätzen in Paris gedreht wurde, kam am 24. Oktober 2001 in die französischen Kinos, wo ihn 79.360 Besucher sahen. Es folgten Kinostarts in Belgien, Spanien, Großbritannien und Mexiko. In Deutschland wurde der Film nicht im Kino gezeigt, sondern erst im April 2005 auf DVD veröffentlicht. Später lief er im deutschsprachigen Fernsehen.
Kritiker verglichen den Film und die im Film auftauchenden, skurrilen Figuren teilweise mit dem vielfach preisgekrönten Film Die fabelhafte Welt der Amélie mit Audrey Tautou, in dem Artus de Penguern, der mit Grégoire Moulin gegen den Rest der Welt sein Spielfilmdebüt gab, eine Nebenrolle spielte.

## Kritiken
Die deutsche Fernsehzeitschrift TV Spielfilm schrieb über den Film, er sei ein „kurzweiliges Hindernisrennen und kurzweiliger Paris-Trip“, die österreichische Fernsehzeitschrift TV-Media schrieb, er sei eine „schwarze Chaoskomödie“ und ein „irrer Debütfilm“.
Jane Crowther von BBC verlieh dem Film drei von fünf möglichen Sternen und schrieb, das Ende wäre sehr dumm und ironisch, aber vorher unterhaltsam.

## Auszeichnungen
Der Film war im Jahr 2002 für den französischen Filmpreis César in der Kategorie Bestes Erstlingswerk nominiert, musste sich aber Danis Tanovićs Oscar-prämiertem Antikriegsfilm No Man’s Land geschlagen geben.
Auf dem Doppel-Filmfestival Avignon/New York Film Festival 2002 gewann der Film den Roger als Bester französischer Spielfilm.